# Stanisław Majerski (architekt)
Stanisław Kostka Majerski (ur. 13 listopada 1872 w Przemyślu, zm. 25 stycznia 1926 tamże) – polski architekt związany z Przemyślem.

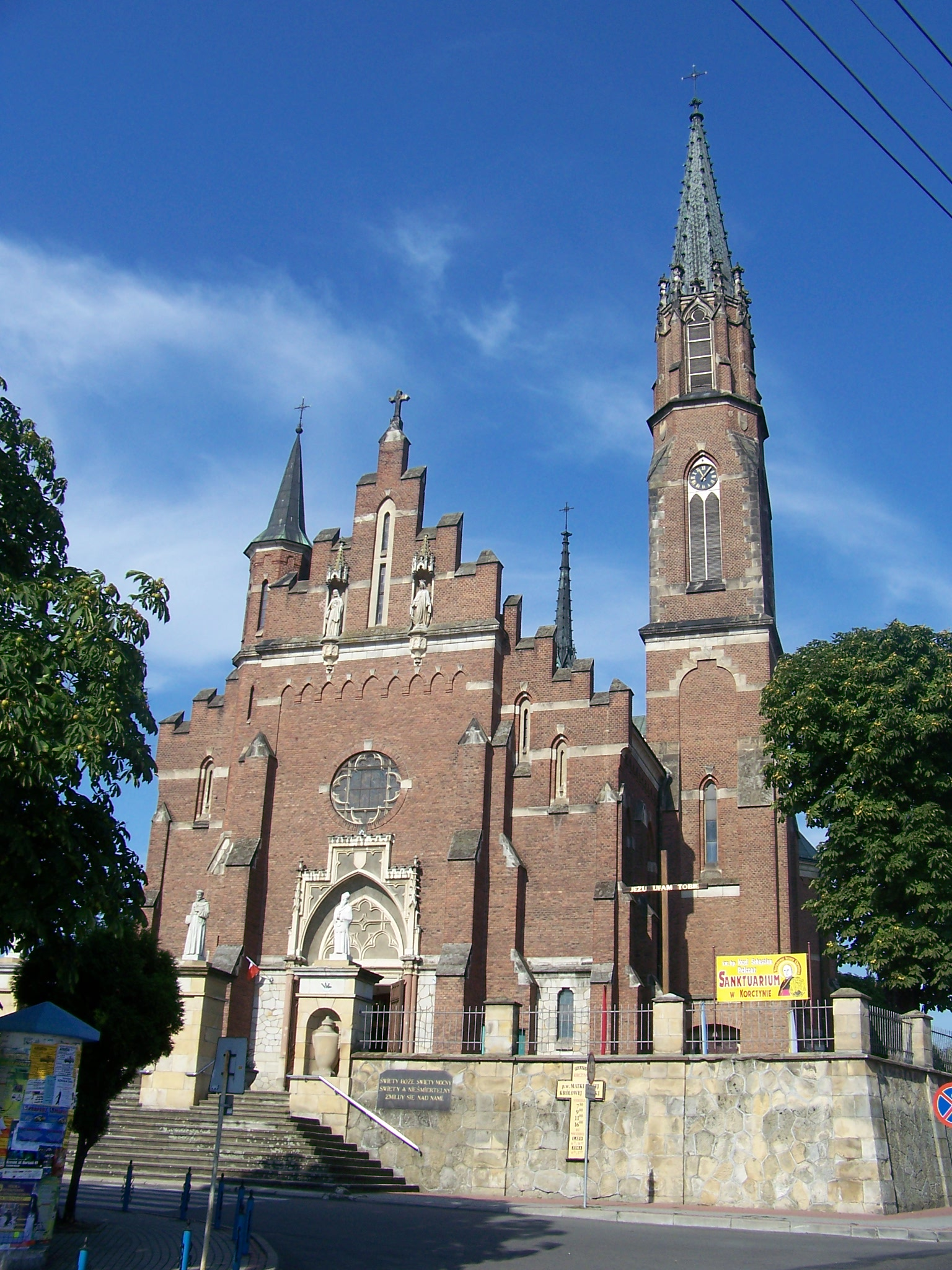
Kościół Najświętszej Maryi Panny Królowej Polski w Korczynie, zbudowany w latach 1910–1914

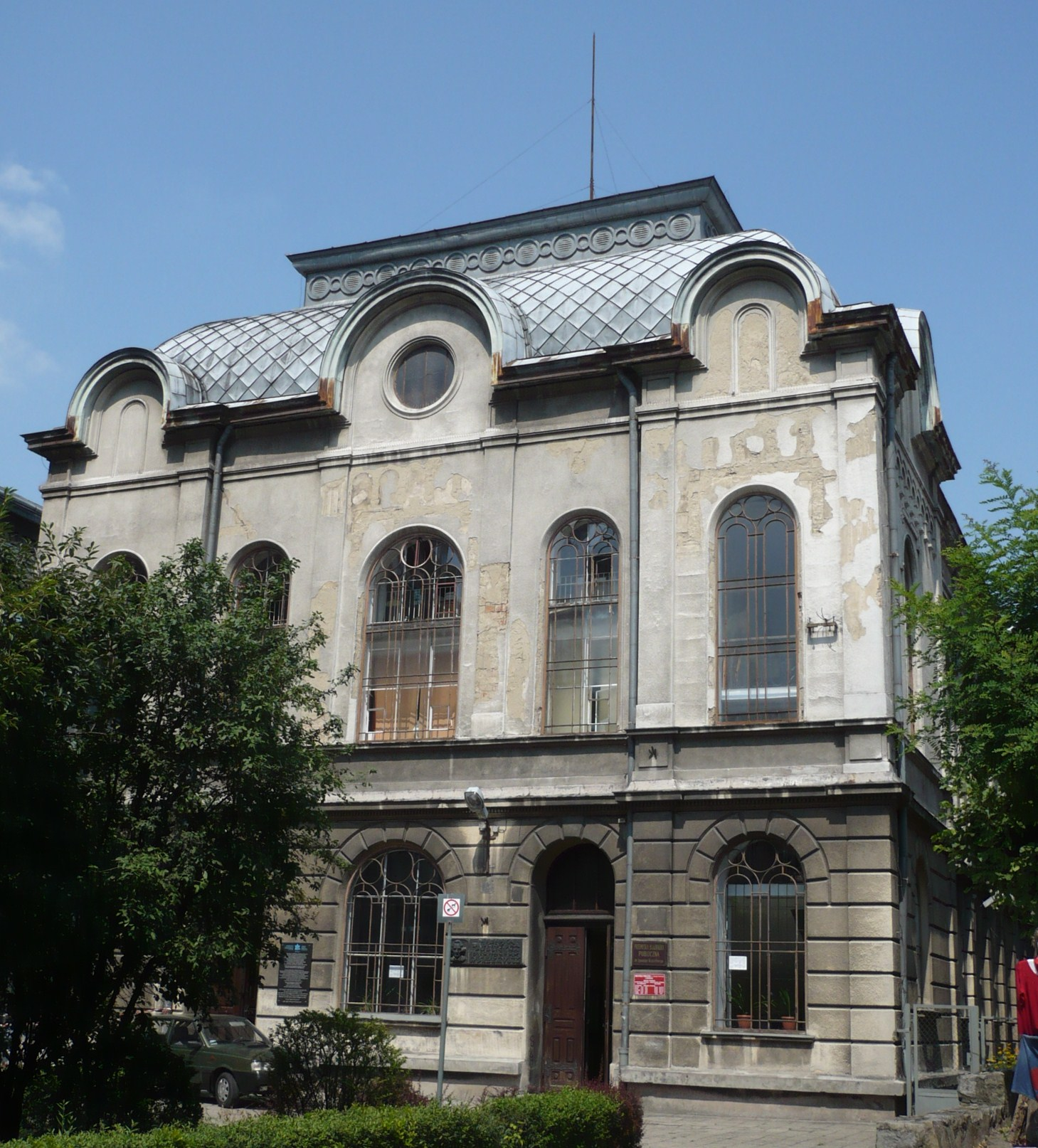
Nowa Synagoga w Przemyślu, zbudowana w latach 1910–1918

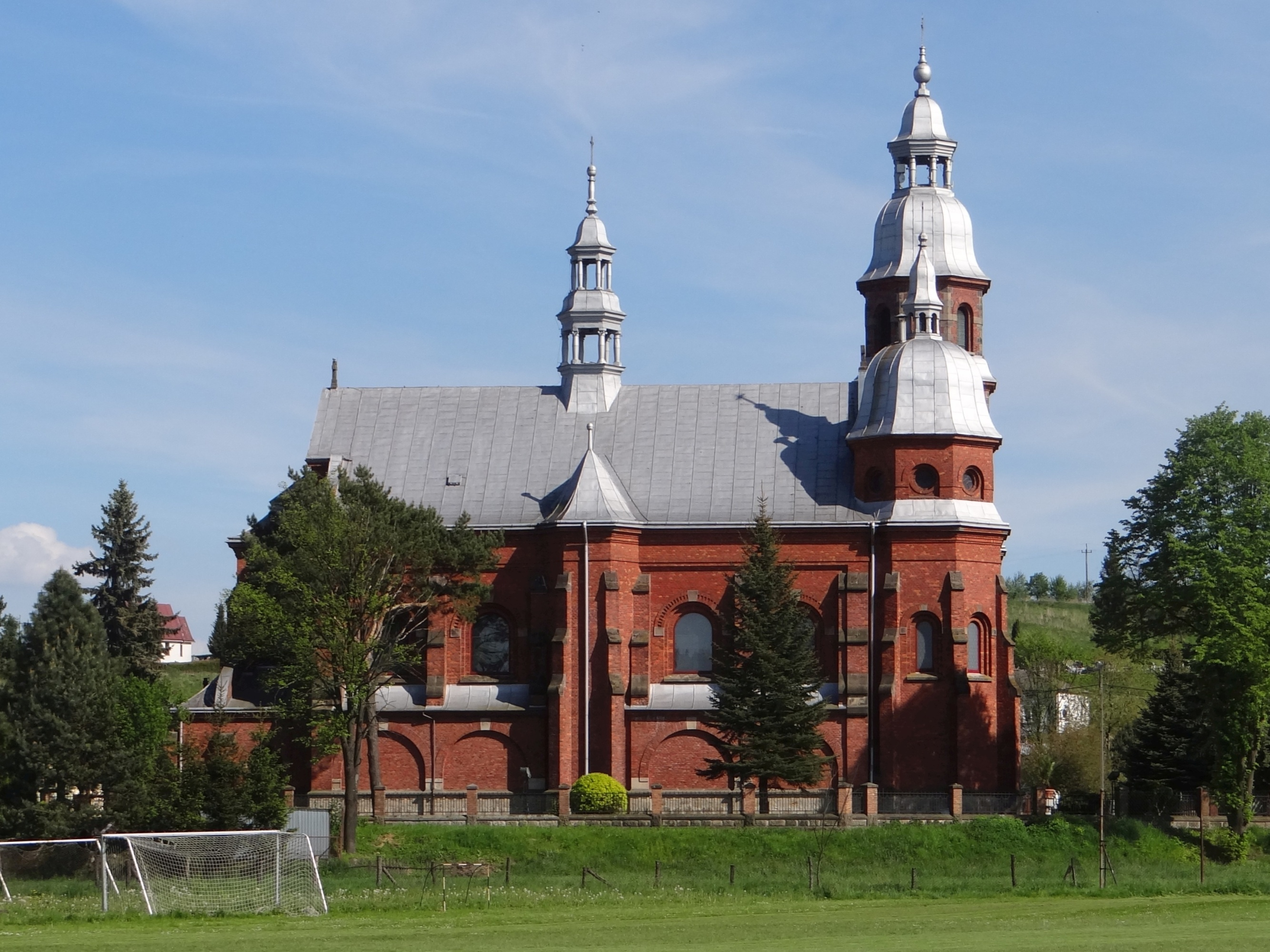
Kościół Najświętszej Maryi Panny Wniebowziętej w Ołpinach, zbudowany w stylu neoromańskim w latach 1925–1931

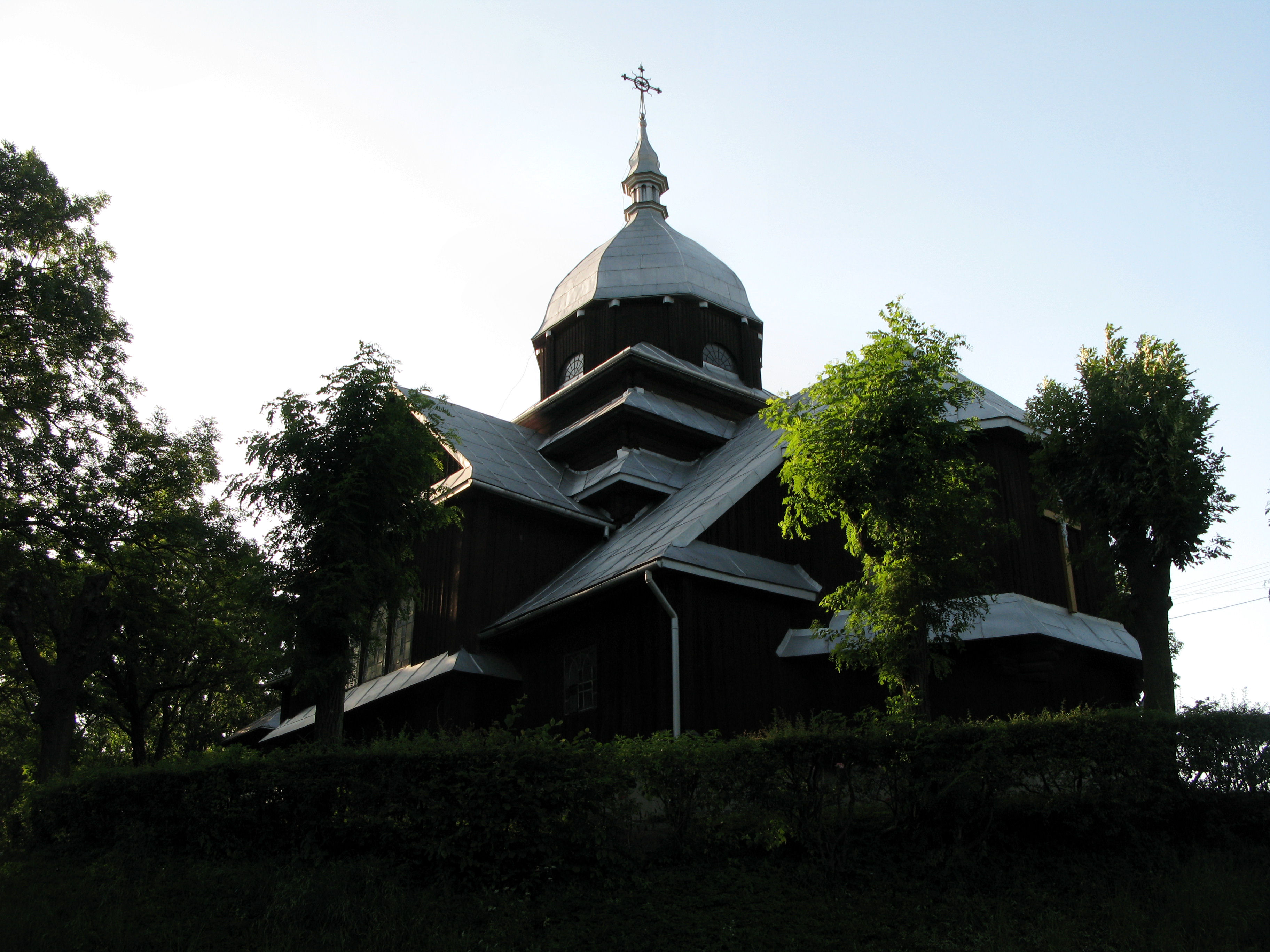
Dawna greckokatolicka cerkiew Soboru Najświętszej Maryi Panny w Kormanicach, obecnie kościół rzymskokatolicki

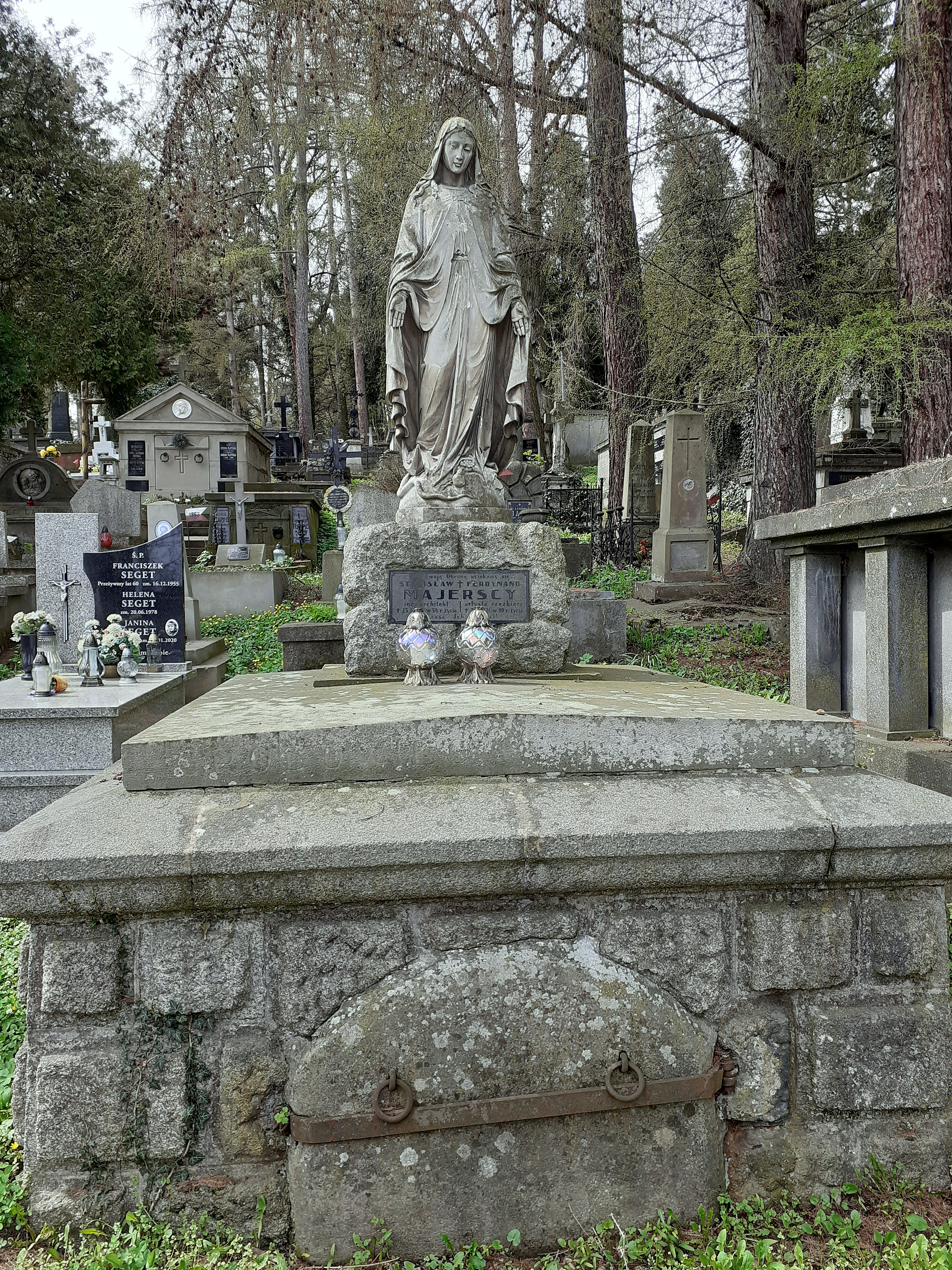
Grobowiec Majerskich

## Biografia
Był najstarszym synem Ferdynanda Majerskiego (zm. 07.05.1921) i Karoliny z Krokowskich Majerskiej (zm. 17.04.1920). Ojciec, artysta rzeźbiarz, był właścicielem zakładu rzeźbiarsko-stolarskiego i kamieniarskiego. W 1891 roku ukończył C.K. Gimnazjum w Przemyślu, a w 1896 roku Szkołę Politechniczną we Lwowie, później studiował architekturę na uczelniach zagranicznych.
Pracę zawodową rozpoczął we Lwowie, w 1902 roku wrócił na stałe do Przemyśla. Podjął współpracę z ojcem, a po jego śmieci odziedziczył jego warsztat. Pracował m.in. przy budowie kościoła i klasztoru karmelitanek bosych i renowacji katedry przemyskiej. Zaprojektował i wybudował wiele obiektów w mieście oraz w Galicji. Były to budynki sakralne, obiekty użyteczności publicznej i budynki mieszkalne.
Brał aktywny udział w życiu społecznym i naukowym miasta, był m.in. prezesem Towarzystwa Przyjaciół Nauk w Przemyślu. Był trzykrotnie żonaty m.in. z Marią z Teimerów (zm. 2 marca 1905 w wieku 28 lat), jego syn Zygmunt też został architektem. Stanisław Majerski zmarł dnia 25 stycznia 1926 roku, został pochowany na cmentarzu Głównym w Przemyślu.

## Projekty
Budowle zrealizowane według projektu Stanisława Majerskiego:
- Kościół Matki Bożej Nieustającej Pomocy w Przemyślu
- Małe Seminarium w Przemyślu
- Nowa Synagoga w Przemyślu
- kościół Najświętszej Maryi Panny Wniebowziętej w Przeczycy
- kościół Najświętszej Maryi Panny Wniebowziętej w Ołpinach
- kościół św. Stanisława Kostki w Birczy
- kościół Narodzenia Najświętszej Maryi Panny we Frysztaku
- kościół św. Andrzeja Apostoła w Husowie
- kościół św. Anny w Kołaczycach
- kościół Najświętszej Maryi Panny Królowej Polski w Korczynie
- kościół św. Stanisława w Lutowiskach
- kościół św. Doroty w Markowej
- cerkiew Soboru Najświętszej Maryi Panny w Kormanicach
- kościół Najświętszej Maryi Panny Królowej Polski w Huwnikach
- kościół Matki Bożej Różańcowej w Szerzynach
- kościół św. Walentego w Futomie
- kościół Niepokalanego Serca Najświętszej Maryi Panny w Mołodyczu
- kościół Matki Bożej Różańcowej w Orzechowcach
- kościół Niepokalanego Poczęcia Najświętszej Maryi Panny w Pantalowicach
- kościół św. Małgorzaty w Wysokiej
- kościół św. Jana Chrzciciela w Łubnie
- kościół św. Józefa w Wysokiej Strzyżowskiej
- kościół w Borysławiu-Tustanowicach
- kościół i klasztor sióstr wizytek w Jaśle
- cerkiew w Hruszatycach
- cerkiew w Cykowie
- kościół w Handzlówce
- kościół w Trzcieńcu
- Łaźnia Garnizonowa w Przemyślu[4], obecnie Archiwum Państwowe

## Inne prace
W 1910 roku Stanisław Majerski prowadził budowę budynku Towarzystwa Gimnastycznego „Sokół” w Brzozowie i wykonał płaskorzeźby przedstawiające podobizny królów Polski, umieszczone na fasadzie gmachu. Wraz z architektem Antonim Malinowskim nadzorował budowę Domu Robotniczego na Zasaniu.